# Amphitecna molinae
Amphitecna molinae L.O.Williams, es una especie de pequeño árbol perteneciente a la familia de las bignoniáceas.

## Distribución geográfica
Se encuentra en El Salvador, Honduras, y Nicaragua. Está tratado en peligro de extinción por pérdida de hábitat. 

## Sinonimia
- Dendrosicus molinae (L.O.Williams) A.H.Gentry[1]